# Karlsuniversitetet
Karlsuniversitetet i Prag (tjekkisk: Univerzita Karlova v Praze) er det ældste og største universitet i Tjekkiet og et af Europas ældste universiteter. Det blev grundlagt af den tysk-romerske kejser Karl 4. i 1348 og åbnede det følgende år.
Karlsuniversitet regnes som det førende i Østeuropa (sammen med Szeged Universitet i Ungarn) med udgangspunkt i den videnskabelige forsknings kvalitet, der fører til Nobelpriser.
Universitetet har omkring 50.000 studerende (2012) og omkring 7.000 ansatte, heriblandt omkring 750 professorer. Det er en del af Coimbragruppen.
Ved krigens afslutning i 1945 stjal nazisterne Karlsuniversitetets insignier (rektorkæden, universitetsseglet, de historiske scepter fra universitetets forskellige fakulteter, historiske grundlæggelsesdokumenter, historiske bøger og dokumenter osv.) Ingen af disse historiske genstande er blevet fundet til dato.

## Organisation
Karlsuniversitetet består af sytten fakulteter:
- Katolsk-teologisk fakultet
- Evangelisk-teologisk fakultet
- Hussittisk-teologisk fakultet
- Juridisk fakultet
- 1. medicinske fakultet
- 2. medicinske fakultet
- 3. medicinske fakultet
- Medicinsk fakultet i Plzeň
- Medicinsk fakultet i Hradec Králové
- Farmaceutisk fakultet i Hradec Králové
- Kunstfakultet
- Naturvidenskabeligt fakultet
- Matematik- og fysikfakultet
- Pædagogisk fakultet
- Sociologiske fakultet
- Idræts- og sportsfakultet
- Humanistisk fakultet